# Expédition 14 (ISS)
Insigne de la mission
Équipage de l'expédition 14
Chronologie
Expédition 13 Expédition 15
L'Expédition 14 est la 14e mission vers la Station spatiale internationale.

## Équipages

### Premier équipage (septembre 2006àdécembre 2006)

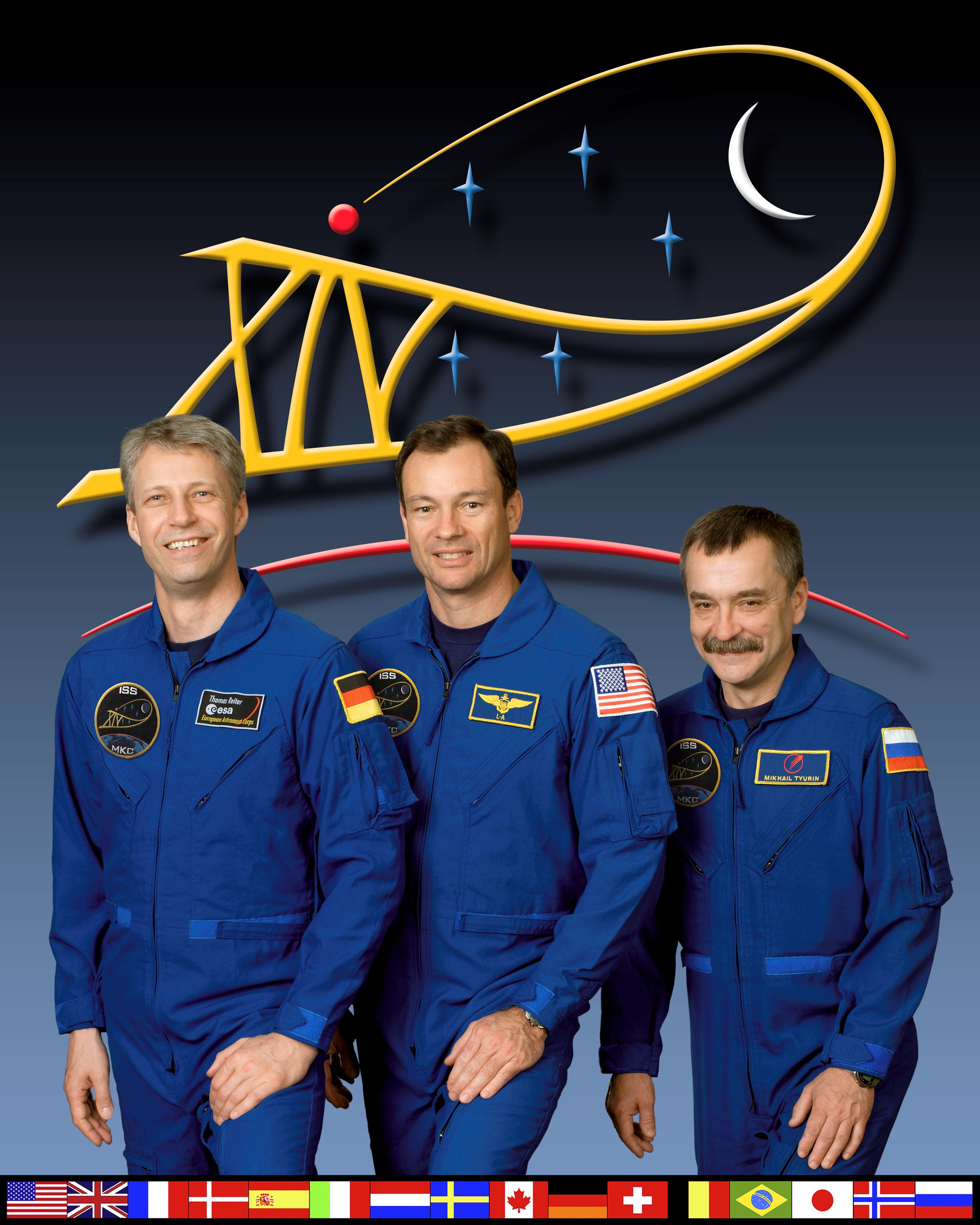
Premier équiapge de l'expédition 14.

- Michael López-Alegría (4) ISS Commander -  États-Unis
- Mikhaïl Tiourine (2) ISS Flight Engineer -  Russie
- Thomas Reiter (2) ISS Flight Engineer -  Allemagne

### Second équipage (décembre 2006àavril 2007)
- Michael Lopez-Alegria (4) ISS Commander -  États-Unis
- Mikhaïl Tiourine (2) ISS Flight Engineer -  Russie
- Sunita Williams (1) ISS Flight Engineer -  États-Unis

Le chiffre entre parenthèses indique le nombre de vols spatiaux effectués par l'astronaute, à la date de l’Expédition 14, celle-ci incluse.

## Objectifs de la mission
- Continuer l'assemblage de la Station spatiale internationale avec trois sorties extravéhiculaires d'assemblage et une pour la navette spatiale de la mission STS-116 (Discovery).
- Pour préparer l'arrivée de trois Progress à l'ISS, remplis de nourriture, de carburant, d'eau et de fournitures en plus de celles livrées par la visite des navettes spatiales.
- Reconfigurer la puissance de panneaux solaires et d'un système de refroidissement.